# Lepidoscia lainodes
Lepidoscia lainodes är en fjärilsart som beskrevs av Edward Meyrick 1921. Lepidoscia lainodes ingår i släktet Lepidoscia och familjen säckspinnare. Inga underarter finns listade i Catalogue of Life.